# Hinshelwood (cràter)
Hinshelwood és un cràter d'impacte situat a la cara visible de la Lluna, i l'impacte amb nom propi més pròxim al Pol Nord. Es troba entre els grans cràters Peary i Hermite, i immediatament al sud del Pol Nord.

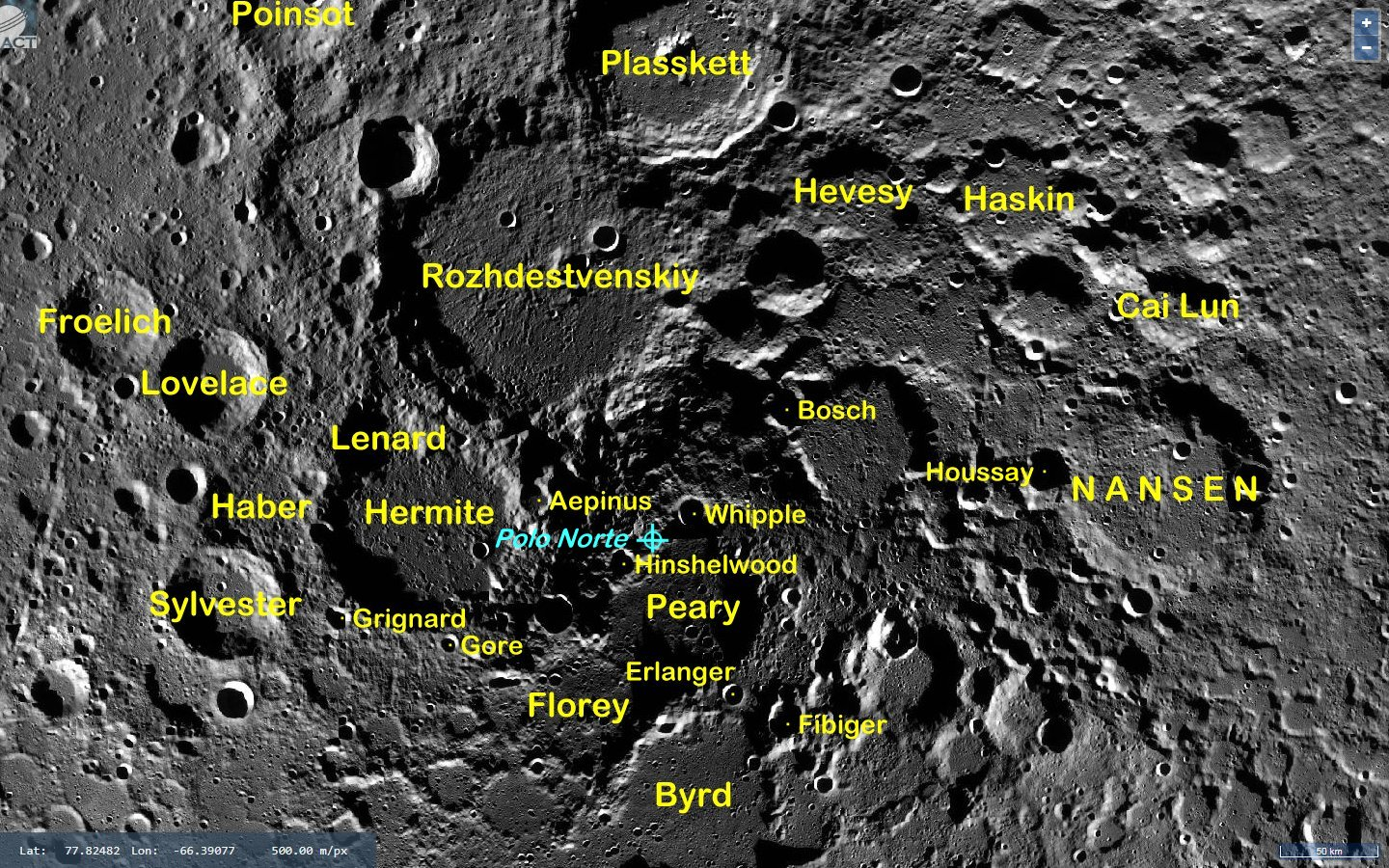
Localització de Hinshelwood (just sota el Pol Sud)
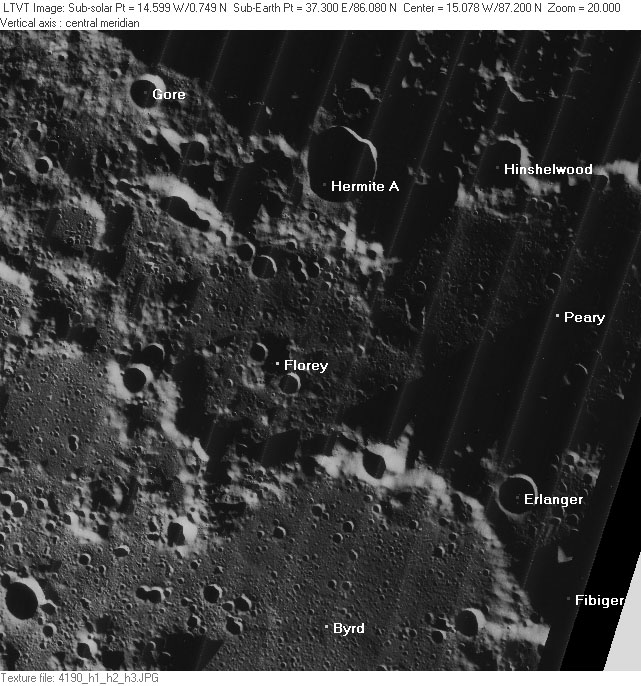
Rodalies de Hinshelwood

És un cràter de forma irregular, amb una marcada protuberància en el seu costat nord. Donada la seva proximitat al Pol Nord lunar, el seu fons roman en l'ombra de forma permanent.
La denominació del cràter va ser adoptada per la UAI el 2009 en memòria del químic anglès Sir Cyril Norman Hinshelwood (1897-1967).